# Pina Picierno
Pina Picierno (ur. 10 maja 1981 w Santa Maria Capua Vetere) – włoska polityk, działaczka partyjna i młodzieżowa, posłanka do Izby Deputowanych, deputowana do Parlamentu Europejskiego VIII, IX i X kadencji.

## Życiorys
Ukończyła studia z zakresu komunikacji społecznej na Uniwersytecie w Salerno. Pracowała jako konsultantka, współpracowała również z katedrą metodyki i techniki badań społecznych macierzystej uczelni.
Zaangażowała się w działalność polityczną w ramach partii Margherita, w 2003 została przewodniczącą organizacji młodzieżowej tego ugrupowania. W 2007 dołączyła ze swoją formacją do nowo utworzonej Partii Demokratycznej. W partyjnym gabinecie cieni pełniła funkcję ministra ds. młodzieży. W wyborach w 2008 uzyskała mandat posłanki do Izby Deputowanych XVI kadencji. W 2013 z powodzeniem ubiegała się o reelekcję na XVII kadencję. W 2014 z ramienia PD została wybrana na eurodeputowaną. Z powodzeniem ubiegała się o reelekcję w 2019 i 2024.

## Odznaczenia
- Biały Krzyż „Honor et Gloria” (nr 542) – Ukraina, 2024[7]